# شرلوت (كعكة)
الشَّرْلُوت هو نوع من بُدنِغ الخبز الذي يمكن تقديمه ساخناً أو بارداً. يشار إليها أيضًا باسم " كعكة صندوق الثلج ". يُستخدم الخبز أو الكعكة الإسفنجية أو الفتات أو البسكويت / الكُعيكات لبطانة القالب، الذي يُملأ بعد ذلك بمهروس الفاكهة أو الكَسترد. يمكن بعد ذلك رش البُدنغ المخبوز بالسكر البودرة وتزجيجها بالشواء وهو صفيحة حديدية ساخنة حمراء متصلة بمقبض طويل ، مع أن الوصفات الحديثة من المحتمل أن تستخدم أدوات أكثر عملية لتحقيق نفس الأثر.
تستخدم الشَّرْلُوت الروسية قالبًا مبطنًا بأصابع الست ومليئة بالكريمة البَفارية.